# Centroina keira
Pour les articles homonymes, voir Keira (homonymie).
Espèce
Synonymes
- Centrina keira Platnick, 2000

Centroina keira est une espèce d'araignées aranéomorphes de la famille des Lamponidae.

## Distribution
Cette espèce est endémique de Nouvelle-Galles du Sud en Australie. Elle se rencontre dans le Sud de la côte.

## Description
La femelle holotype mesure 10,3 mm et le mâle paratype 7,7 mm.

## Étymologie
Son nom d'espèce lui a été donné en référence au lieu de sa découverte, le mont Keira.

## Publication originale
- Platnick, 2000 : A relimitation and revision of the Australasian ground spider family Lamponidae (Araneae: Gnaphosoidea). Bulletin of the American Museum of Natural History, no 245, p. 1-330 (texte intégral).